# Don Maitz
Don Maitz (Plainville, 10 giugno 1953) è un disegnatore statunitense di genere fantasy e fantascientifico. La sua creazione più conosciuta è il personaggio del "Capitano" che compare sulle etichette del marchio di rum Captain Morgan. In passato Maitz ha vinto per due volte il Premio Hugo come "Miglior artista professionista". Ha inoltre ottenuto dieci Chesley Award ed ha ricevuto una medaglia d'argento da parte della società degli illustratori.
Nato nel Connecticut, Don Maitz si è laureato nel 1975 presso la Paier School of Art. Sue illustrazioni sono state utilizzate per le copertine di libri di luminari come Isaac Asimov, Ray Bradbury, C. J. Cherryh, Stephen King, Gene Wolfe, Michael Moorcock e Raymond E. Feist. Sono state pubblicate due raccolte dei suoi lavori Dreamquests: The Art Of Don Maitz e First Maitz.
Maitz risiede in Florida con la moglie, la scrittrice fantasy Janny Wurts.